# ガザ地区
ガザ地区（ガザちく、アラビア語：قطاع غزة, 文語アラビア語発音：Qitāʿ GhazzahないしはQitāʿ Ghazza（キターウ・ガッザ）、口語アラビア語(現地方言)発音：Qitāʿ GhazzehないしはQitāʿ Ghazze（キターア・ガッゼ）、ヘブライ語: רצועת עזה, Retzuat 'Azza）は、中東のパレスチナ国（パレスチナ自治政府）に属する行政区画である。名称は中心都市であるガザに由来し、パレスチナ領域の一部を占めている。

## 地理
北西は地中海に面し、北東はイスラエル、南西はエジプト領シナイ半島に接する。形は細長く、北東から南西にかけての長さは約50キロメートル、幅5キロメートルから14キロメートル（エジプト国境のフィラデルフィア回廊）で、狭小な土地に約200万人が暮らす。住民の大半はイスラム教スンニ派のアラブ(パレスチナ)人である。2005年まではユダヤ人入植者が約8千人暮らしていたが、イスラエルのシャロン政権が入植計画を撤廃。ユダヤ人全員をガザ地区外に強制移住させ、その後イスラエル軍も撤退させた（ガザ地区等撤退）。イスラエルへの攻撃を防ぐためガザ地区と両国の間にはそれぞれ分離壁や検問所が設けられており、一部の有識者によって、「天井のない監獄」（英語: open-air prison）と比喩されている。

## 概要
ガザ地区は1917年からイギリスの統治下に置かれていたが、第2次世界大戦直後にアラブに編入される。1947年に国際連合がパレスチナ分割案を採択し、アラブ人の居住地となった。翌1948年、イスラエルが建国宣言をするが、それを容認しないアラブ諸国との間で戦争が勃発（第1次中東戦争）。エジプトの領土となるも1967年、第3次中東戦争ではイスラエルが勝利し、ヨルダン川西岸地区やゴラン高原とともに占領。その後、PLO(パレスチナ解放機構)とイスラエルの対立は激化。1987年以降はインティファーダとよばれる民衆蜂起の舞台となった。イスラエルを挟んで内陸に存在するヨルダン川西岸地区とともにパレスチナ国（パレスチナ自治政府）を構成するが、政治的には分裂しており、ガザ地区は武装イスラム主義・イスラム過激派組織ハマース（ハマス）の実効支配下にある。イスラム聖戦など他の反イスラエル武装組織も活動している。ガザ地区の行政権はパレスチナにあるが、領空・領海はイスラエルが実効支配し、水、電気などのライフラインもイスラエルの管理下に置かれるほか、パレスチナ人の地区外への移動の自由はない。1990年代には隔離フェンスが設置され、外部へは2カ所の検問所を通る必要があるが、ここもイスラエルが監視している。エジプトへは地下トンネルが数百あり、食糧や日用品、医薬品、家畜のヤギ・羊やロケット弾をはじめとする武器なども搬入される。
人口が急増しており、日本の東京都区部（人口およそ1千万人）の約6割の面積に相当する約360 km2ほどの地域に暮らす住民は2016年10月、200万人を超えた。その8割が食料などの援助に依存し、失業率は50％近いとされる。国連人口基金の予測によると、2020年にガザ地区は東京都区部の半分程度の人口密度でありまだ余裕があるが、この先2030年の人口は310万人に達する見通しである。
現在ガザ地区に住む人々の3分の2は1948年の第一次中東戦争によって発生したパレスチナ難民およびその子孫である。この難民問題の解決策は同地を実効支配するハマスに委ねられているが、現在も解決の兆しはない。上記のような人口急増に、ハマスの度重なるテロ行為、それによるイスラエルやエジプトとの貿易制限により、民生は極めて劣悪な状況にある。
- 乳児死亡率：1000人の子供の誕生に対して21.3人の死亡[9]。
- 出生率：女性1人当たり4.7人[9]。
- 人口増加率：2.8%[10]。
- 火力発電所の燃料不足により、2017年時点で電力供給は1日4時間程度。生活だけでなく医療に支障が出ているほか、下水処理場の停止でガザ沿岸は遊泳禁止レベルに汚染されていた[11]。
- 地下水の塩水化や下水処理施設の機能不全で、ガザで供給される水の95％が汚染されており、病気の3割は水が原因だとされる（日本国際民間協力会による）。

上記のうち、下水処理施設は元々3か所あったが老朽化し、イスラエルはハマスによるテロ利用を警戒して下水処理施設の補修に使う建材の搬入に慎重だった。2010年代以降、未処理の排水やゴミが流れ込むことによる海洋汚染が深刻化してイスラエルの海岸にも及び、イスラエルとパレスチナ、ヨルダンに事務所を置く環境NGO「エコピース・ミドルイースト」の働きかけによる資金援助で下水処理が再開されて遊泳可能になった。
ガザ地区を実効支配していたハマース（ハマス）による2023年10月7日の対イスラエル奇襲への反攻・報復で、地区内各所がイスラエル国防軍による攻撃・占領を受けている（2023年パレスチナ・イスラエル戦争）。本項は、戦争の影響を反映していない記述もある。

## 歴史

### 有史の登場から中世まで
ガザに人間の定住者がいたことが判明しているのは、紀元前6000年頃からである。紀元前3000年頃には、カナンの土地となり、さらに古代エジプトの支配下に入った。紀元前12世紀頃からは、海の民の一派であるペリシテ人が台頭した。その後、エジプト、アッシリア、バビロニア、マケドニア王国といった大国の争奪の舞台となり、紀元前64年には共和政ローマの支配下となり、一時ローマ属国のユダヤの支配下となり、後にローマのユダヤ属州となった。
中世には東ローマ帝国、イスラム帝国、エルサレム王国（十字軍国家）、マムルーク朝がそれぞれ支配した。

### オスマン帝国
1517年、オスマン帝国がマムルーク朝からガザに侵攻して占領した。ガザの住民は、ユダヤ人以外に多くはエジプトから逃れてきた人々で、エジプトの文化が導入された。その後、第一次世界大戦までの400年間、ナポレオン・ボナパルト（フランス帝国）の一時的な占領を除き、オスマン帝国の支配下にあった。
第一次世界大戦以降、オスマン帝国を退けたイギリスが国際連盟の承認の下、委任統治領として占領した（イギリス委任統治領パレスチナ）。1929年に発生したパレスチナ人による暴動（嘆きの壁事件）により、ユダヤ人の居住は禁止された。

### エジプト・イスラエルによる支配
1948年のイスラエル独立宣言と国連で採択されたアラブ・イスラエル分割統治案を不服とする武装蜂起に端を発して、同国と周辺のアラブ諸国を巻き込む第一次中東戦争が勃発し、その結果ガザ地区はエジプトの占領下に置かれることとなった。
この間、1957年3月4日にエジプトからイスラエルが撤退すると、同年3月6日、ガザ地区の海岸に国連軍が上陸している。
1967年の第三次中東戦争では、再びイスラエルの占領下に置かれ、ガザ地区にユダヤ人入植地が設けられた。

### パレスチナ自治政府
1993年の中東和平（オスロ合意）に続く1994年のガザ・エリコ暫定自治合意（カイロ協定）によって、ヨルダン川西岸地区の一部と共にパレスチナ自治政府の統治下に置かれた。治安はパレスチナ政府の治安部隊および市民警察軍によって維持されているが、現在も航空管制権と沿岸航行権はイスラエルが保持している。1998年、ガザ国際空港が開港したが、テロ行為に利用されたため2001年にイスラエルにより破壊された。
ガザ地区のユダヤ人入植者へのテロ行為が頻発したため、入植者保護の為にイスラエル軍が駐留し、しばしばイスラエル軍による空爆も行われた。2004年には、イスラエルの首相アリエル・シャロンのアドバイザーであるアルノン・サフェル（Arnon Soffer）は、ハマス等イスラム武装組織による度重なるテロ行為に対し、「一発のミサイルには十発のミサイルをもって応じる。女性や子どもも死ぬだろう。女性たちが夫にもうカッサム（ロケット弾）を使わないように懇願するだろう。ガザに閉じこめられた250万人は、イスラム原理主義者に影響され、恐ろしい戦争になる。もし我々が生き残りたいならば、彼らを一日中、毎日、殺し、殺し、殺し続けなければならない」と発言している。

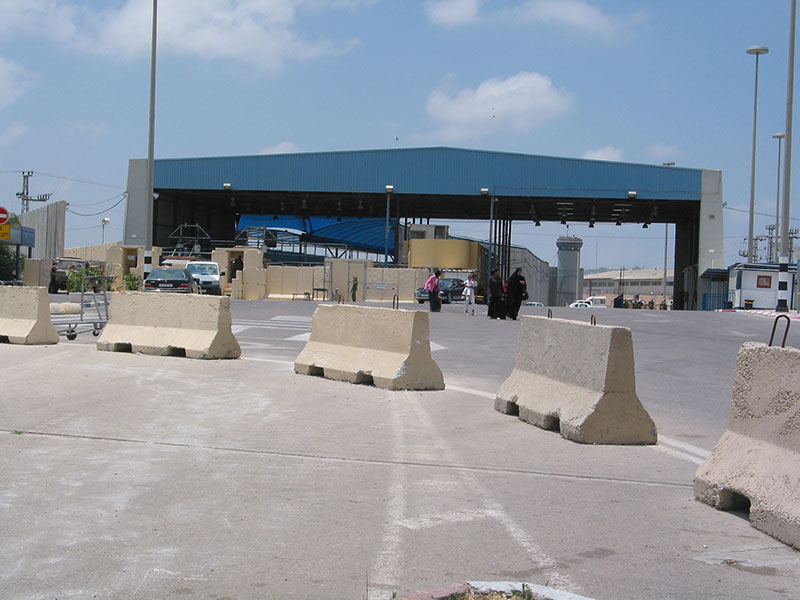
エレツ検問所
ガザ地区北端、イスラエルとの境界に位置する

2005年8月までにイスラエルは全てのユダヤ人入植地を撤去、9月には全陸軍部隊をガザ地区から撤退した（ガザ地区撤退計画）。しかし、直後にハマスが選挙で勝利してパレスチナ政府の与党の座に就くと、イスラエルは態度を硬化した。
2006年6月末にはハマスに拉致されたイスラエル兵士（ギルアド・シャリート）1名を救出するため、戦車隊を含む陸軍が侵攻した（ガザ侵攻）。その後もハマスによるイスラエルに向けた攻撃とイスラエルによる反撃は断続的に続いている。
また、検問所はイスラエルとエジプトの管理下にあり、ガザ地区は事実上イスラエルに「封鎖」されている。
ガザ地区では、ハマス等イスラム過激派による武器密輸も行われており、イスラエルに対する攻撃の拠点となっている事実がある。それに対応するためにイスラエル軍による空爆はその後も続き、2008年12月に大規模な空爆を伴う地上侵攻が開始され、多数の死傷者が出ている（ガザ紛争）。

### ハマス政府
2007年6月11日、ハマスがガザ地区を武力で占拠したが（ガザの戦闘 (2007年)）、このハマスによる実効支配の開始をパレスチナ解放機構主流派のファタハは「クーデター」と批判した。ファタハ支持者を中心に、ガザ地区から脱出しようとする動きも見られた。日本では「ガザ脱出へパレスチナ人殺到」（『毎日新聞』2007年6月20日）と報じられたが、実数では数百人程度で、ガザ地区の人口比としてはそれほどでもないという指摘もある。

### ハマス政府とイスラエルの対立

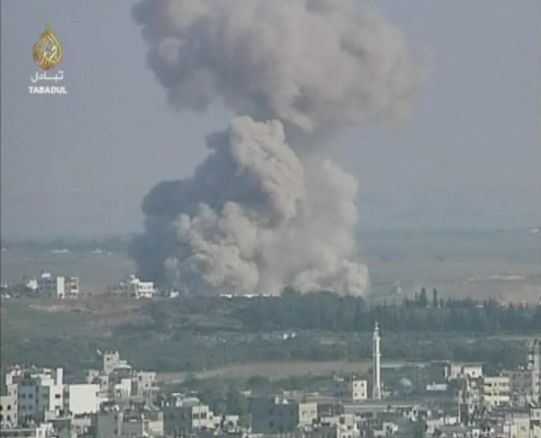
イスラエル軍の攻撃を受けるガザ地区郊外

2008年1月9日に、アメリカ合衆国大統領ジョージ・W・ブッシュのイスラエル及びパレスチナ歴訪を機に、ハマスはイスラエルへのロケット弾攻撃を行った。イスラエルはこれに対抗するために検問所を完全封鎖し、国連の援助車両さえ通行禁止とした。1月15日には、イスラエル軍がガザ市街地に侵攻、連日の空爆を行った。1月20日には封鎖により燃料が底を突き、ガザ地区唯一の発電所が操業を停止した。この結果、パレスチナの電力の1/3（イスラエル側の主張によれば、1/4）が供給されなくなった。
2008年1月23日、ハマスがエジプト国境の町ラファハの検問所近くの壁を爆破し、ガザ住民がエジプト側に流入した。エジプト側は、当初は住民への同情もあり、非武装である限り容認したが、1月25日に規制を再開、2月3日に再封鎖された。
イスラエルは2月27日より、ハマス側のロケット弾により犠牲者が出たことを受け、軍事施設への空襲を激化させ、さらに3月1日には地上部隊を侵攻させた。2月27日より、地上部隊を引き揚げた3月3日までの6日間だけで、パレスチナ側は110人以上、イスラエル側は3人の犠牲者が出ている。イスラエルのバラク国防相は3月2日、「ハマスは対価を払うことになる」と述べ、攻撃を続ける意向を示した。報道によれば、空襲ではサッカーをしていた10～15歳の少年4人などの未成年者の犠牲者も出ており、イスラエルの攻撃を「無差別攻撃」と非難する世論も出た。この時、エジプトは負傷者の手当のため、一時的に検問所を開いて往来を認める措置を取った。
3月6日、アムネスティ・インターナショナルのイギリス支部など、イギリスの8団体によれば、人口150万のうち80%が他国からの食料援助に依存。2006年の63%より悪化し、失業率は40%に達するなど、人道状況が1967年の占領開始後で最悪になったとする報告書を発表した。
継続するハマスによるロケット弾攻撃に対抗し、2009年1月4日の早朝にイスラエル軍が侵攻を開始した（ガザ侵攻 (2009年)）。
2011年2月18日、ハマスと関係の深いガザ発電所のディラール・アブ・シシ副社長がウクライナ滞在中にイスラエルによって誘拐され、イスラエル国内に拘禁された。シシはウクライナへの移住を予定していた。イスラエルはシシをハマースの武器製造にかかわった容疑で逮捕したが、シシの妻はシシはハマスとは無関係であると主張した。シシが発電機をイスラエルからの輸入が必要な高品質ディーゼルエンジン燃料専用機から、エジプトからの輸入で賄える通常のディーゼル燃料対応に改良したことが、イスラエル側に睨まれたとする報道もあった。
2014年7月7日にはハマス側がイスラエルに対してロケット弾攻撃を開始、イスラエル側もハマスの軍事用トンネルなどの施設を目標に空爆を開始して大規模な武力衝突に発展した（ガザ侵攻 (2014年)）。
2018年3月30日、イスラエルとの境界線付近で行われた数万人規模のデモ隊の一部とイスラエル兵が衝突。催涙弾や実弾によりパレスチナ人15人が死亡、1400人余りが負傷。
2018年5月14日、アメリカ合衆国が駐イスラエル大使館を公式にエルサレムに移転した。これを受けて分離壁付近でテロリストを含むアラブ系パレスチナ住民が武装デモを行った。ハマスの情報によると、イスラエル軍の狙撃手が61人を殺害した。また、2018年3月30日から5月19日までに、イスラエルとの国境において、118人のパレスチナ非武装市民がイスラエル軍により殺害されたとハマスが声明を出している。
2021年5月10日以降、ハマスのイスラエルへの攻撃が激化。同月13日までにハマスが1600発以上のロケット弾を発射した。イスラエル側も600回以上の空爆で応戦した。同日までにガザ地区の死者は100人を超えた。

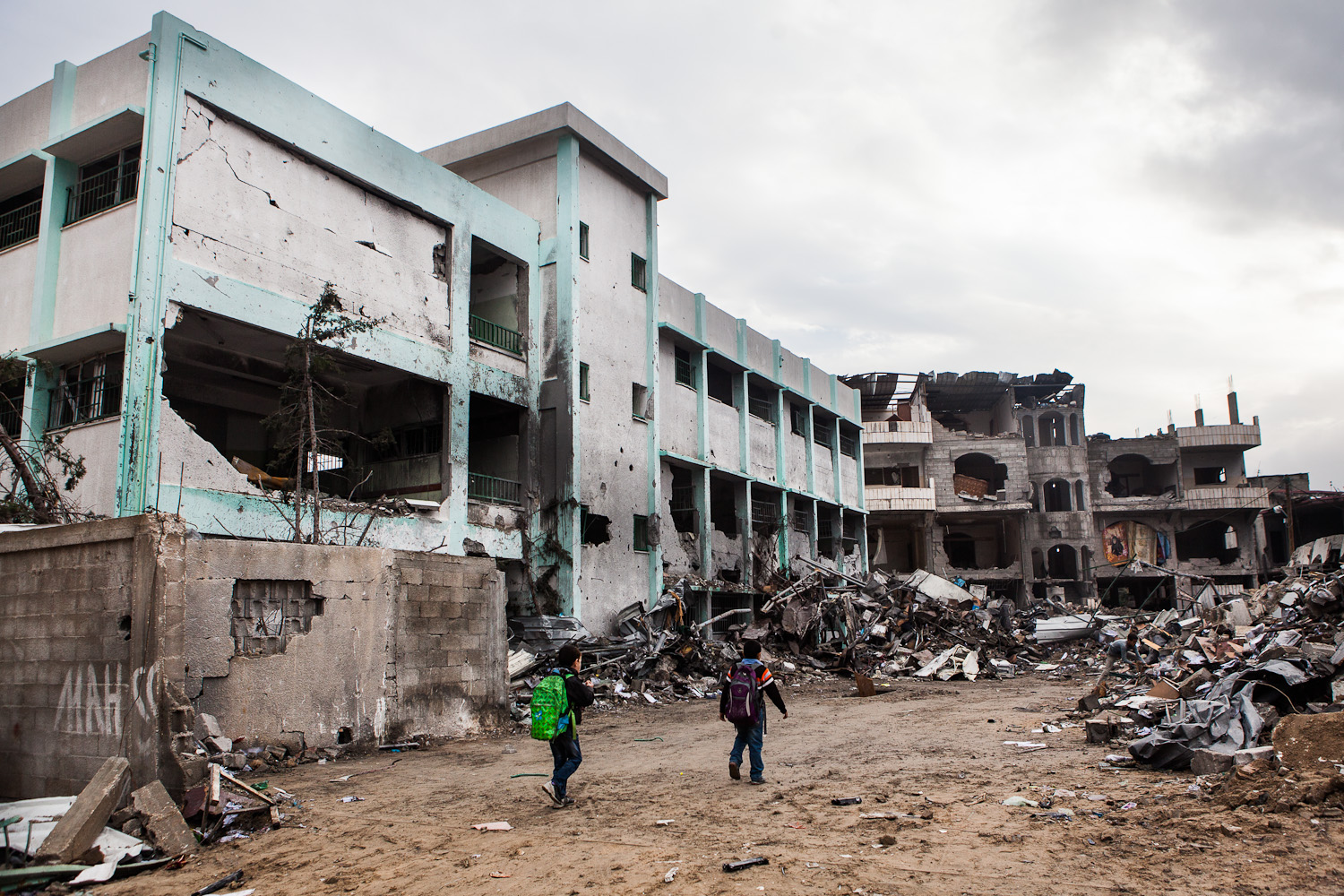
ガザ市で被害を受けた国連学校と内務省建物の残骸（2012年12月）。

2023年10月7日早朝、ハマスはガザ地区からイスラエルに向けて2000発のミサイルを発射し、同時に国境を侵害してイスラエル南部キブツ・レイム近郊の野外音楽イベントや十数か所のキブツを襲撃した。この襲撃で、1300人以上の非武装市民が虐殺された。イスラエルはガザ地区のハマスの軍事施設の無力化及び組織殲滅のためにガザ地区の空爆を開始した。現地の国連機関の当局者は15日、「もはや人道支援を提供することができなくなった」と語った。

### ガザ地区復興に向けて
2025年1月、イスラエルとハマースとの間で停戦が成立。しかし、1年3カ月にわたり続く戦闘の中で、ガザ地区では民間人を含む数万人が死亡し、学校や病院なども含む約60％の建物が損壊または破壊された。同月、アメリカの大統領に復帰したドナルド・トランプは、周辺国へガザ地区住民の移住について打診したが、エジプトとヨルダンは拒絶した。

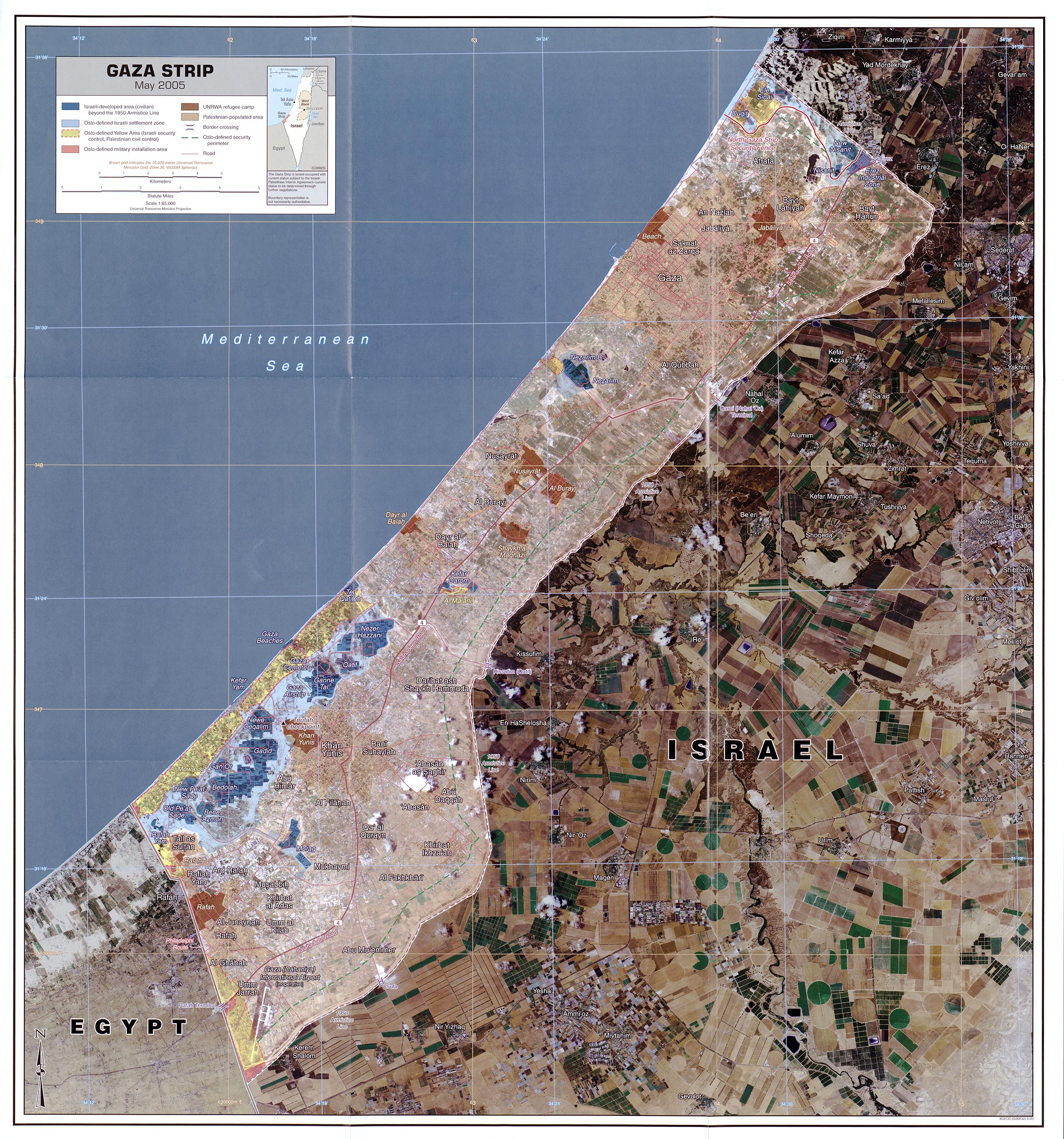
ガザ地区の地理

## 自治体
- ガザ (Gaza)
- ラファフ（ラファハ）(Rafah)
- ハーンユーニス (Khan Yunis)
- アバサーン・アル＝カビーラ (Abasan al-Kabera)
- デイル・アル＝バラフ (Deil al-Balah)
- ジャバーリヤー (Jabalia)
- ベイト・ハーヌーン (Beit Hanoun)
- ベイト・ラーヒヤー (Beit Lahiya)

## 経済

### 産業
産業は綿花栽培など（ガザは「ガーゼ」の語源であるという説もある）。
2023年10月に始まったイスラエルとハマスの衝突を受けて、ガザ経済は大打撃を受けた。国連貿易開発会議（UNCTAD）は24年9月、ガザの実質域内総生産（GDP）が23年10～12月期に前年同期比で81%減少したと公表した。報告書は「ガザの経済は崩壊した」と指摘し、経済規模が衝突前の水準に戻るのに350年かかると試算した。

### 資源
1999年11月、パレスチナ政府はイギリスのブリティッシュ・ガス社とガス田探索の契約を結び、2000年、ブリティッシュ・ガス社はガザ沖に天然ガスを発見した。契約では、ガス田の権利の6割をブリティッシュ・ガス社が、1割をパレスチナ政府が持つ。
しかし、イスラエルはガザ地区を実効支配したハマースに資金が流れることが我慢ならず、パレスチナのガス田を自国のガスパイプラインに結ぼうとブリティッシュ・ガスと交渉中である。ガス田の利権が、2009年のガザ侵攻の理由の一つという指摘もある。
漁業についても、オスロ合意では沿岸20海里の漁業権を保障していたが、イスラエルは一方的に沿岸3海里（5.556㎞）以内に制限し、違反と見なした漁船を攻撃している。事実上、ガザの排他的経済水域は無視され、イスラエルが資源を寡占している。

## 交通

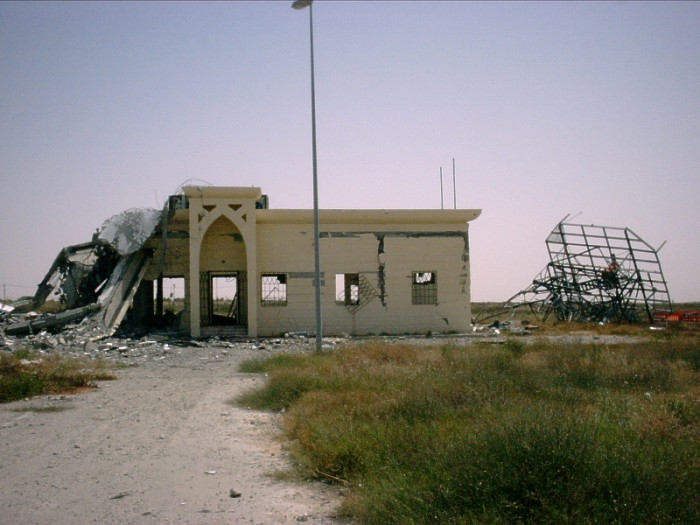
イスラエル軍の攻撃によって破壊されたヤーセル・アラファト国際空港の建物

### 域内
エジプト領時代は、カイロとの間に鉄道が敷かれていた。イスラエルの攻撃で破壊され、イスラエルによる占領後は現在に至るまで復興していない。現在、地域内に地下鉄を含む鉄道は整備されておらず、主要な交通機関はバスである。またタクシーも利用されている。

### 域外
外部との交通は、全てイスラエルとエジプトによって遮断または厳しく規制されている。唯一の空港であるヤーセル・アラファト国際空港は1998年に開港したが、2001年にイスラエル軍による攻撃で損壊し、現在は運行を休止している。
唯一の海港であるガザ港は、イスラエルによって制海権が握られ、武器密輸を理由に漁船以外の利用を禁じられており、貿易や外国への出入国はできない。救急医療要員や援助物資を運ぼうとした小型船がガザ地区入りしようとしたが、イスラエルに追い返されている。
陸路は、エレツ、ラファ、カルニ、スファ、ナハル・オズなどの検問所を通してのみ通行可能で、他はイスラエルの築いた分離壁によって封鎖されている。ラファ検問所はエジプトの、それ以外はイスラエルの管理下にあり、外部との出入りを「治安上の理由」で厳しく規制しており、危篤状態の病人であっても許可はなかなか下りないという。
エジプト政府は2011年5月28日、ラファ検問所の常時開放を開始した。常時開放は人のみが対象だが、金曜日と祝日を除く毎日午前9時から午後5時まで女性と18歳未満と41歳以上の男性はエジプトのビザなしで出入りができるようになった。
封鎖に対抗するため、ガザの当局や住民は、秘密裏に複数の地下トンネルを掘っている。エジプトとの間では生活物資・武器の密輸や人の往来に、対イスラエルでは偵察や攻撃に使われている。

#### 検問所
- エレズ検問所北緯31度33分29.5秒 東経34度32分4秒 / 北緯31.558194度 東経34.53444度
- スーファ検問所北緯31度15分25秒 東経34度19分34秒 / 北緯31.25694度 東経34.32611度
- ラファ検問所北緯31度14分55秒 東経34度15分33秒 / 北緯31.24861度 東経34.25917度
- ケレム・シャローム検問所北緯31度13分15秒 東経34度16分14秒 / 北緯31.22083度 東経34.27056度